# Судовой агент
Судовой агент — лицо либо организация, нанимаемые судовладельцем, фрахтователем либо менеджером (эксплуатантом) судна для представления интересов судовладельца как в иных портах, так и собственно в порту приписки судна (в случаях, когда сам судовладелец находится вдали от порта приписки либо не имеет в штате собственной компании специалистов по судовому агентированию).
Является прямым посредником при взаимодействии судовой администрации с портовыми службами и государственными органами, начиная с предварительной информации о планируемом подходе судна в порт, и до его окончательного выхода за границы порта, а иногда — за пределы территориальных вод государства последнего судозахода.

## Обязанности
- Незамедлительно после получения агентской номинации, то есть заключения упрощённого контракта об обслуживании судна, направляет Клиенту для согласования и предоплаты проформу дисбурсментского счёта, то есть предварительную смету всех портовых сборов и прочих расходов, включая счёт за собственные услуги, в заранее обоюдно согласованной валюте.
- За несколько дней до прибытия принимает информацию от курируемого судна либо Клиента о примерной, а затем точной дате и времени прихода в порт.
- Информирует порт (либо грузовой терминал либо стивидорную компанию) о времени подхода судна; при наличии других судов, идущих к тому же причалу, согласовывает очерёдность обработки судна и ожидаемую дату постановки судна к причалу.
- Информирует курируемое судно о перечне необходимых приходных и отходных документов, об особенностях местного законодательства, местных портовых правилах, традициях, особенностях, включая опасности и ограничения.
- Оказывает содействие государственным органам, таким, как пограничная, таможенная, карантинная службы при проведении приходных, а впоследствии и отходных формальностей, организовывает доставку этих служб на борт курируемого судна и обратно посредством рейдового катера или служебного транспорта, прикладывая максимум усилий для минимизации временных и сопряжённых с ними финансовых потерь для курируемого судна.
- Согласовывает с иммиграционными властями и/или вочманской службой список лиц, допущенных на борт согласно ОСПС кода.
- Организовывает (а в некоторых случаях — самостоятельно обеспечивает) снабжение судна продуктами питания, питьевой и мытьевой водой, топливом — таким, как IFO и/или MDO и/или MGO, а также смазочными материалами, маслами, бытовой и технической химией, запчастями, прочим судовым снабжением, выполняет заявки по снятию с борта судна сухого мусора и жидких отходов — льяльных и хозяйственно-фекальных вод, шлама, отработанного масла.
- По заказу судовладельца, грузоотправителя/грузополучателя или фрахтователя согласовывает с государственными органами и непосредственно выполняет доставку на борт и обратно посетителей — инспекторов, техников, сюрвейеров, ремонтных бригад.
- Организует необходимые пограничные, таможенные, карантинные формальности, необходимые для смены экипажа или посещения членов экипажа родственниками, организует доставку упомянутых лиц от борта или на борт судна, с попутным отправлением всех необходимых пограничных, таможенных, карантинных формальностей до аэропорта, железнодорожного вокзала, автовокзала.
- Когда этим не занимается крюинговая компания, заблаговременно приобретает проездные билеты.
- В сотрудничестве с пограничной, таможенной, карантинной службами, на время стоянки судна в порту организовывает сход членов экипажа на берег для кратковременного отдыха или развлечений, организацию медицинской помощи (как, в экстренных случаях, доставку медиков на борт судна, так и членов экипажа в медицинские учреждения).
- По заявке капитана организовывает снабжение судна наличными деньгами.
- Сопровождает в службу капитана порта заявки от администрации судна на проведение огневых (сварочных) работ, на вывод из строя главного двигателя курируемого судна для проведения текущего обслуживания или мелкого ремонта.
- По итогам судозахода, выставляет судовладельцу финальный дисбурсментский счёт с перечнем фактически оказанных услуг, подтверждаемых платёжными чеками, квитанциями и письменными расписками капитана курируемого судна, подытоживая фактический платёжный баланс с учётом произведённой Клиентом предоплаты.

Один судовой агент может одновременно курировать несколько судов.
В зависимости от того, какая из сторон договора перевозки, согласно условиям чартера, обладает правом выбора судового агента, последний может быть назначен как судовладельцем, так и фрахтователем. В последнем случае, поскольку агент фрахтователя зачастую заботится о соблюдении интересов собственного принципала больше, чем об обслуживаемом судне, судовладелец для защиты собственных интересов параллельно может назначить так называемого протектинг агента (англ. protecting agent или husbandry agent).